# Triphysa
Triphysa — палеарктический род бабочек из семейства Бархатницы.

## Описание
Окраска крыльев самцов тёмно-бурая, самок — белёсая с просвечивающимися с нижней стороны пятнами-глазками. На нижней стороне крыльев жилки с беловатым опылением (у обоих полов). У основания переднего крыла вздутыми являются три жилки. Усики короткие, бело-жёлтого цвета, со сплющенной булавой. В гениталиях самца ункус длиннее тегумена, с округленной вершиной. Вальва достаточна широкая, эдеагус длиннее вальвы, верзушечная часть с крупными латеральными зубцами.

## Виды
- Triphysa dohrnii Zeller, 1850
- Triphysa nervosa Motschulsky, 1866
- Triphysa phryne (Pallas, 1771)